# Leposaari (ö i Mellersta Finland, Jyväskylä)
Leposaari är en halvö i Finland. Den ligger i sjön Saraavesi och i kommunen Laukas i den ekonomiska regionen  Jyväskylä ekonomiska region  och landskapet Mellersta Finland, i den centrala delen av landet, 250 km norr om huvudstaden Helsingfors.